# Сёрэн-ин
Сёрэн-ин (яп. 青蓮院, известен также как дворец Авата, яп. 粟田御所) — буддийский храм школы Тэндай в районе Хигасияма города Киото (Япония). Один из трёх (или пяти) мондзэки (храмы, настоятели которых традиционно были из императорской семьи) школы Тэндай в Киото.
В IX веке Сайтё, основатель школы Тэндай, основал буддистский центр Энряку-дзи на горе Хиэй. Там были построены многочисленные жилища монахов, в том числе павильон Сёрэн-бо, находившийся на месте нынешнего храма. Там проживали многие известные монахи, в том числе Эннин. Павильон стал известен в XII веке благодаря Гёгэну, который стал настоятелем Энряку-дзи в 1138 году. Отрёкшийся от престола император Тоба послал своего сына Какукая учиться у Гёгэна и построил для них на месте павильона здание, подобное его столичной резиденции. В 1150 году Сёрэн-бо был объявлен гоган-дзи (御願寺), то есть монастырём, получавшим поддержку императорского двора, и переименован в Сёрэн-ин. Первым его настоятелем стал Гёгэн, а следующим — Какукай. Наибольшего процветания храм достиг при Дзиэне из семьи Фудзивара, третьем настоятеле, который расширил его и построил несколько новых зданий. При нём в храме некоторое время учились Хонэн, основатель школы Дзёдо-сю, и Синран, основатель школы Дзёдо-синсю. При Дзиэне в 1206 году в зале Сидзёко-до впервые был проведён ритуал Сидзёко-хо — моление за процветание страны. Позже всеми настоятелями храма Хонган-дзи школы Дзёдо-синсю становились монахи, принявшие постриг в Сёрэн-ине. В XIV веке настоятелем Сёрэн-ина стал принц Сонъэн (один из сыновей императора Фусими), знаменитый каллиграф. В XVIII веке, после того, как императорский дворец погиб в пожаре, храм стал временной резиденцией последней японской императрицы Го-Сакурамати, она пользовалась павильоном Кобун-тэй в качестве рабочего кабинета. Вплоть до эпохи Мэйдзи настоятелями храма становились лишь члены императорской семьи.
Настоятели монастыря были искусны в стихосложении и каллиграфии. Дзиэн был известным поэтом. Его стихи вошли в различные антологии, а он сам был причислен к «36 бессмертным поэтам». Сонъэн также был известным стихотворцем, но прежде всего — каллиграфом. В молодости он изучал эти искусства у Фудзивара Юкифуса из рода Сэсондзи, а позже создал своё направление стиля сэсондзи, называемое стилем Сонъэн-рю, Сёрэн-ин-рю или школой омэрю. Впоследствии все настоятели храма были мастерами этого стиля. С XIV века в храме изучали различные искусства многие аристократы.
В средневековой Японии слепые музыканты и сказители объединились для защиты своих прав, образовав Тодо-дза, гильдию слепых. Среди них выделялись мосо (яп. 盲僧, «слепые монахи»), исполнявшие религиозные произведения и занимавшиеся экзорцизмом. В Тодо-дза они занимали подчинённое положение и были ограничены в правах. Чаще всего мосо действовали под покровительством местных храмов, позволявших им собирать подаяние в обмен на выплаты храму; лидеры мосо обращались за поддержкой в известные храмы. В 1783 году они договорились с Сёрэн-ин, и храм постепенно стал брать мосо по всей стране под своё покровительство. Переход под его покровительство был добровольным, но впоследствии некоторые слепые жалели о своём решении из-за высоких выплат, которые требовал храм.
Центральная часть комплекса сохранилась с эпохи Муромати. Главные сокровища монастыря хранятся в павильоне Сидзёко-до, соединённом с залом Когосё. На территории комплекса находится зал Сёгундзука-дайнити-до, откуда открывается вид на весь Киото. Считается, что планировкой садов храма занимались два известных мастера — Соами и Энсю Кобори.

## Галерея

Храм Сёрэн-ин, павильон
Храм Сёрэн-ин, Сад камней